# 恰加斯病
恰加斯病（英語：Chagas disease），又稱為南美錐蟲病（American trypanosomiasis），是一種熱帶疾病寄生蟲病；致病原是克氏錐蟲，通常藉由俗稱為親吻蟲的錐鼻蟲傳播。感染的症狀隨著疾病的進程而改變。在感染初期，以下症狀的表徵嚴重度不一：發燒、淋巴結腫大、頭痛或是被叮咬位置的局部腫大。叮咬後8到12周，疾病進入慢性期，60%到70%不再出現新症狀。其他30%到40%的人，在初次感染後的10到30年間，會出現更多症狀。這些症狀包括心室擴大，其中20到30%甚至會導致心臟衰竭。有將近10%的人會有食道擴張或是巨結腸症的症狀。

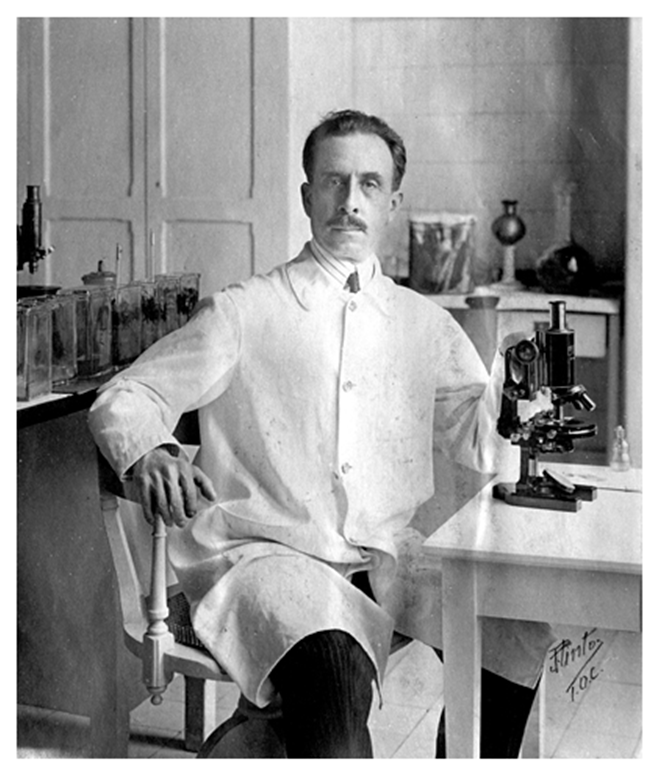
於1909年首次提出南美錐蟲病的卡洛斯·恰加斯醫師

克氏錐蟲常藉由一種錐獵蝽亞科的吸血錐鼻蟲（俗稱親吻蟲）在人類或是其他哺乳動物間傳播。這種昆蟲有許多俗名，在阿根廷、玻利維亞、智利、巴拉圭被稱為，在巴西被稱為（多為理髮師兼外科醫師稱呼），在哥倫比亞被稱為，在中美洲被稱為，在委內瑞拉被稱為。克氏錐蟲也可以經由其他路徑傳播，像是輸血、器官移植、吃了被克氏錐蟲汙染的食物和母嬰垂直傳染等。藉由使用顯微鏡，觀察血液樣本中的寄生蟲，可以做為疾病的早期診斷。疾病慢性期則是藉由血液中的對克氏錐蟲的抗體來確診。
恰加斯病可藉由清除錐鼻蟲與避免被錐鼻蟲叮咬等措施來預防感染。篩檢輸血用的血液也是預防手法之一。截自2013年，南美錐蟲病的疫苗還未被開發。感染初期時可使用苯並咪唑或硝呋莫司。 對克氏錐蟲病的患者來說，藥物治療介入的時機點越早，成效越好，反之，成效越差。藥物治療對於已經進入慢性期的患者，能夠延遲或避免產生末期的徵候。苯並咪唑或硝呋莫司對於將近四成的人有部分副作用，像是皮膚相關症狀、中樞神經毒性與消化系統的不適。
據估計700─800萬人感染恰加斯病，大多位於墨西哥、中美洲與南美洲。2006年，此病共造成約12,500人死亡。大多數罹患此病的病患家境清寒，而且不曉得他們已經罹患此病。在恰加斯病流行地區，大規模的人口遷移將會增加該區域罹病人數，這樣的情形甚至已經擴展到了歐洲國家與美國。截自2014年，這些區域的案例數也有上升趨勢。1909年卡洛斯·恰加斯醫師首次命名並描述南美錐蟲病。除了人類以外，南美錐蟲病至少影響150種以上的動物。

### 引用
1. ↑  . 世界衛生組織. 2019-04-17  [2019-07-18]. （原始内容存档于2020-10-19） （中文）.
2. 1 2 3 4 5 6 7 8 9 10 11 12 13 14  . World Health Organization. March 2013  [23 February 2014]. （原始内容存档于2014-02-27）.
3. 1 2 3 4 5  Rassi A, Rassi A, Marin-Neto JA. . Lancet. April 2010, 375 (9723): 1388–402. PMID 20399979. doi:10.1016/S0140-6736(10)60061-X.
4. 1 2 3 4  Rassi A, Jr; Rassi, A; Marcondes de Rezende, J. . Infectious disease clinics of North America. June 2012, 26 (2): 275–91. PMID 22632639. doi:10.1016/j.idc.2012.03.002.
5. ↑  . Centers for Disease Control (CDC).   [12 May 2010]. （原始内容存档于2015-04-29）.
6. ↑  Bern C, Montgomery SP, Herwaldt BL;  et al. . JAMA. November 2007, 298 (18): 2171–81. PMID 18000201. doi:10.1001/jama.298.18.2171.
7. ↑  Rassi A, Dias JC, Marin-Neto JA, Rassi A. . Heart. April 2009, 95 (7): 524–34. PMID 19131444. doi:10.1136/hrt.2008.159624.
8. ↑  Capinera, John L. (编).  2nd ed. Dordrecht: Springer. 2008: 824  [2015-07-13]. ISBN 9781402062421. （原始内容存档于2016-03-05）.
9. ↑  Bonney, KM. . Parasite. 2014, 21: 11. PMC 3952655 . PMID 24626257. doi:10.1051/parasite/2014012.

### 書籍
- Chuenkova MV, PereiraPerrin M. . Science Signaling. 17 November 2009, 2 (97): ra74. PMC 2854580 . PMID 19920252. doi:10.1126/scisignal.2000374. 简明摘要.
- Cox, FEG. . London: Wellcome Trust. 1996. ISBN 978-1-869835-86-6.
- Franco-Paredes C; Von, A; Hidron, A; Rodríguez-Morales, AJ; Tellez, I; Barragán, M; Jones, D; Náquira, CG; Mendez, J. . BMC International Health and Human Rights. 2007, 7: 7  [2014-12-17]. PMC 2034380 . PMID 17725836. doi:10.1186/1472-698X-7-7. （原始内容存档于2015-09-24）.
- Hotez, PJ; Dumonteil, E; Woc-Colburn, L; Serpa, JA; Bezek, S;  et al. . PLOS Neglected Tropical Diseases. 29 May 2012, 6 (5): e1498  [2014-12-17]. PMC 3362306 . PMID 22666504. doi:10.1371/journal.pntd.0001498. （原始内容存档于2014-12-17）. An editorial.
- . Memorias do Instituto Oswaldo Cruz. 1999, 94 (Suppl. I)  [2014-12-17]. （原始内容存档于2020-07-13）. A special issue of the Memórias do Instituto Oswaldo Cruz, covering all aspects of Chagas Disease
- Miles MW; Tyler KM. . Boston: Kluwer Academic. 2003. ISBN 978-1-4020-7323-6. OCLC 50685296.
- . Morbidity and Mortality Weekly Report. 23 February 2007, 56 (7): 141–143  [2014-12-17]. PMID 17318113. （原始内容存档于2021-03-19）.

## 外部連結
- 寄生蟲學-protozoa(原蟲)-Trypanosoma spp.(錐形蟲) （页面存档备份，存于）

- 中的“恰加斯病”
- 美國疾病控制與預防中心上恰加斯病 （页面存档备份，存于）的信息
- Chagas information from the Drugs for Neglected Diseases Initiative（英语：Drugs for Neglected Diseases Initiative）
- Norma Andrews's seminar: Trypanosoma cruzi and Chagas Disease
- UNHCO site on Chagas Disease